# Lamproglena angusta
Lamproglena angusta is een eenoogkreeftjessoort uit de familie van de Lernaeidae. De wetenschappelijke naam van de soort is voor het eerst geldig gepubliceerd in 1929 door Wilson C.B..